# Variação clinal
Variação clinal (do grego κλινειν/klinein = inclinação) é uma mudança gradual em um fenótipo (traço, caráter, feição) ao longo da distribuição de uma espécie ou população, normalmente relacionada com uma transição geográfica ou ambiental. O termo foi criado pelo biólogo e humanista inglês Julian Huxley em 1938 .